# Johann Friedrich Möller (Geistlicher, 1750)

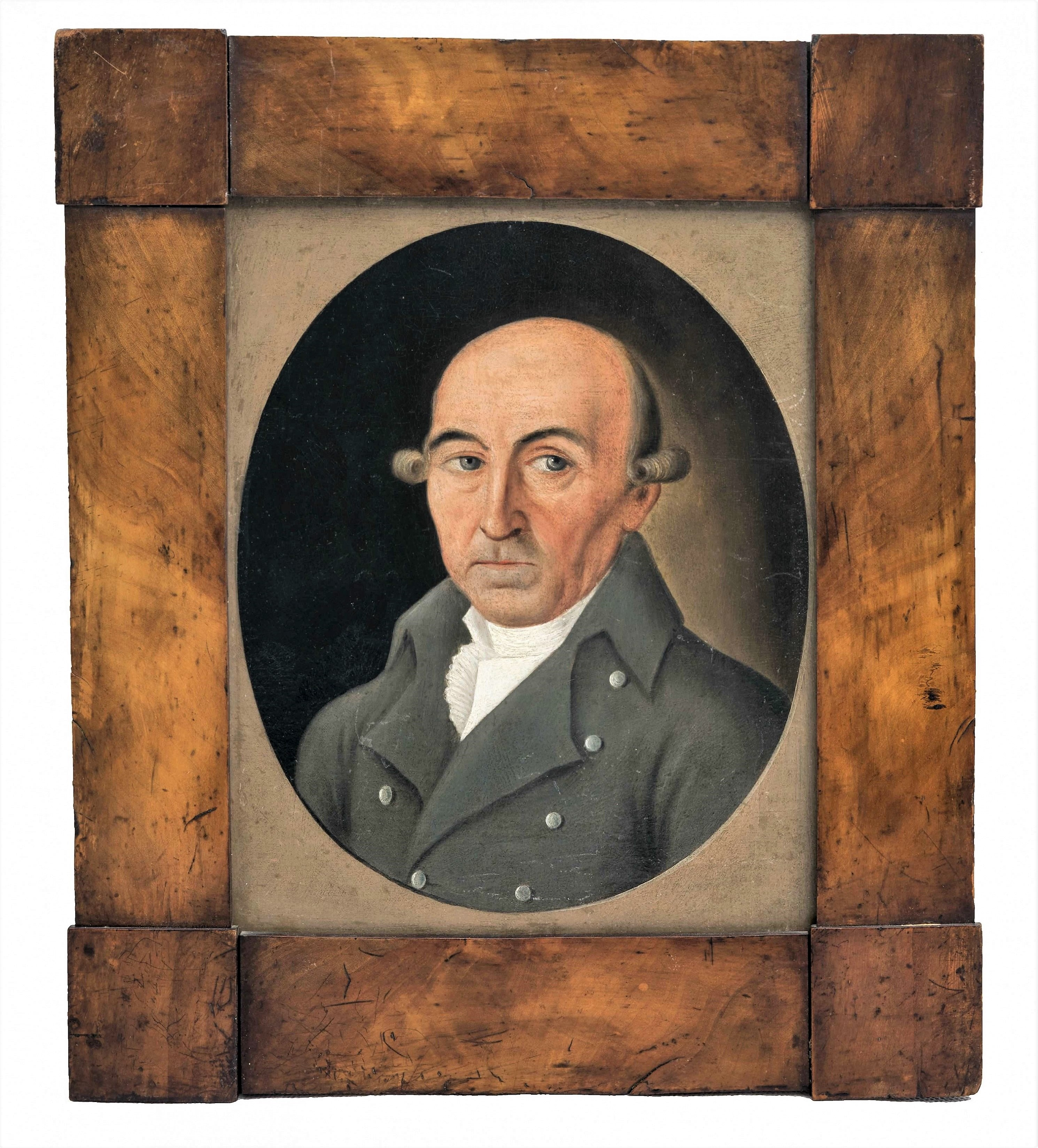
Johann Friedrich Möller

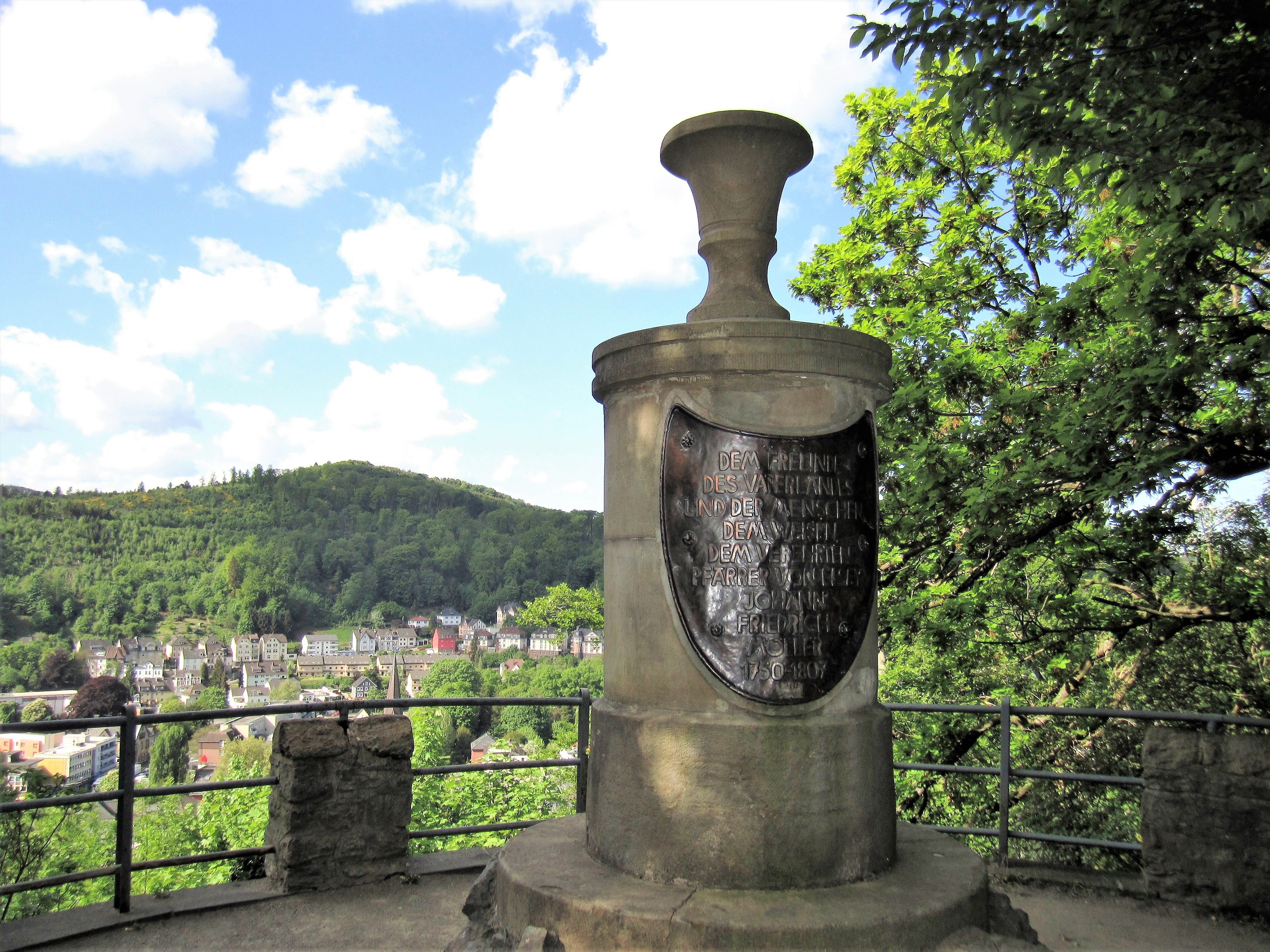
Möllerdenkmal Hohenlimburg

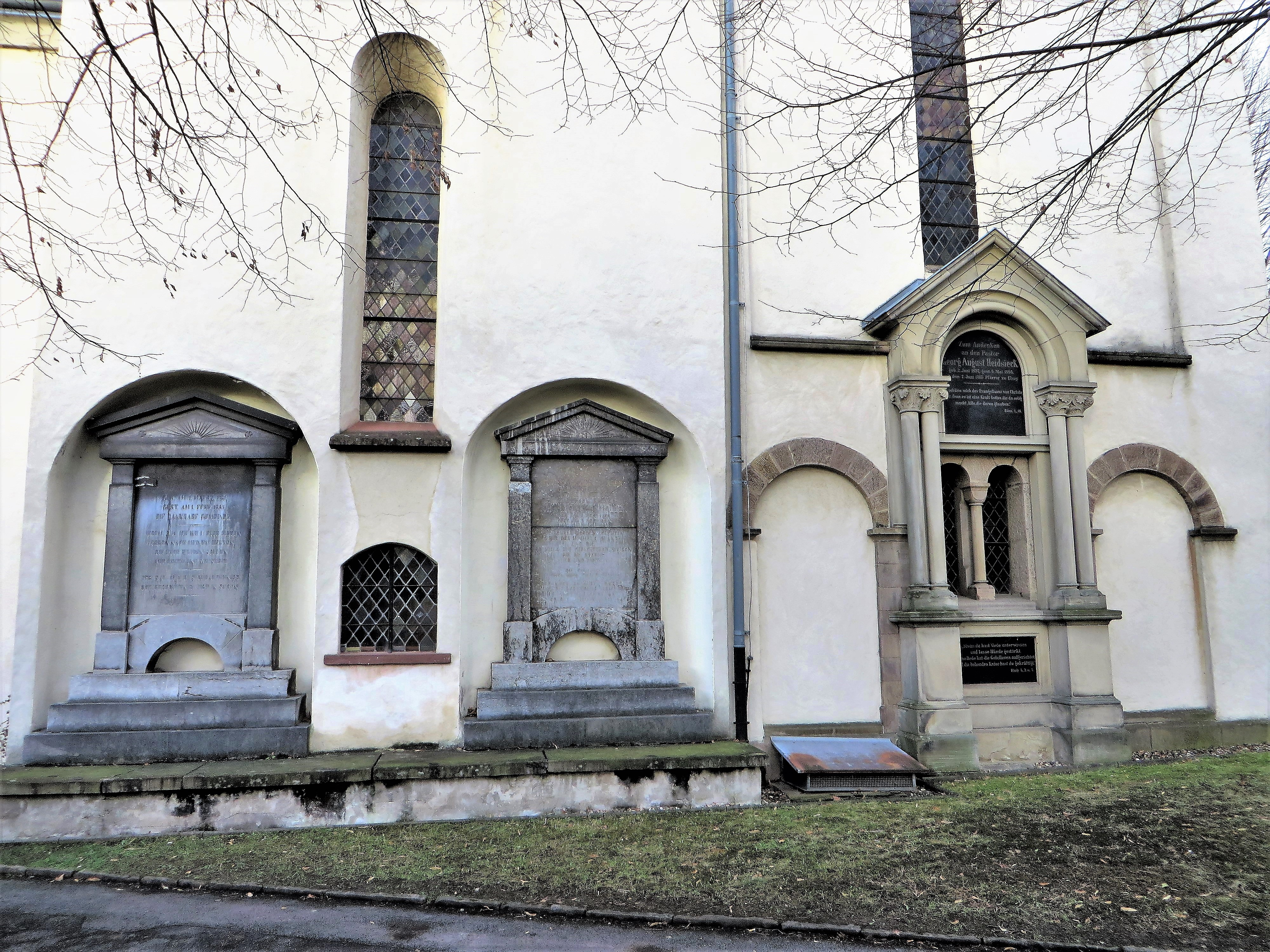
Grabdenkmal an der Stiftskirche

Johann Friedrich Möller (* 6. Dezember 1750 in Elsey; † 2. Dezember 1807 ebenda) war ein deutscher Prediger, Forscher und Politiker.

## Leben
Johann Friedrich Möller wurde 1750 in Elsey geboren, damals eine selbstständige Gemeinde in der Grafschaft Limburg, heute ein Stadtteil der westfälischen Großstadt Hagen. Seine Eltern waren der Elseyer Stiftsprediger Johann Heinrich Möller (1706–1805) und Anna Gertrud Möller geb. Harkort (1714–1790), Tochter des Unternehmers Johann Caspar II. Harkort. Er besuchte 1766 das Gymnasium in Dortmund und studierte seit 1767 in Halle (Saale). Im Jahr 1774 wurde er gegen seinen Willen Nachfolger seines Vaters als Stiftsprediger in Elsey, von 1793 bis zu seinem Tode 1807 war er Pfarrer in Elsey.
Im freiweltlichen, adeligen Damenstift Elsey, hervorgegangen aus einem um 1220 durch das Grafenhaus Altena-Isenberg gegründeten Kloster, beobachtete Johann F. Möller gegen Ende des 18. Jahrhunderts die politische, soziale, kulturelle und gesellschaftliche Entwicklung in Westfalen und im Alten Reich. Möller zählte bis zu seinem Tod zu den wichtigsten Autoren der Zeitschrift „Westphälischer Anzeiger“ des Herausgebers Arnold Mallinckrodt (1768–1825). Seine rund 180 Beiträge, bereits im nicht weniger bedeutenden „Magazin für Westphalen“ hatte er etwa fünf Aufsätze publiziert und darüber hinaus auch einige kleine monografische Editionen herausgegeben, befassten sich vor allem mit politischen, juristischen, naturwissenschaftlichen und gesellschaftlichen Themen, aktuellen Ereignissen und Entwicklungen sowie pädagogischen Betrachtungen. Von seinem Amts- und Wohnsitz in Elsey führte Möller eine rege Korrespondenz mit bekannten Persönlichkeiten und führenden Wissenschaftlern in und außerhalb Preußens. So zählten zum Beispiel Nikolaus Kindlinger (1749–1819) aus Münster und Johann Friedrich Benzenberg (1777–1846) aus Düsseldorf, der dann auch die Grabschrift für Möller verfasste, zu seinem umfangreichen Freundes- und Bekanntenkreis.
Für das Bürgertum in Hagen und in der Grafschaft Mark formulierte er mehrere wichtige Bittschriften. So machte er beispielsweise 1795 auf die katastrophalen wirtschaftlichen und sozialen Folgen der Revolutionskriege gegen Frankreich aufmerksam. Er verfasste Aufsätze gegen die um 1800 gefürchteten Räuberbanden und beklagte die Untätigkeit und Unfähigkeit der preußischen Regierungsstellen. 1801 verfasste Möller einen Bericht über den Fund von Höhlenbärenknochen, 1804 über mehrere Grabhügel bei Elsey. Als Anfang 1806 das Gerücht die Runde machte, die Grafschaft Mark sollte von Preußen an Frankreich abgetreten werden, verfasste Möller im Auftrag der Hagener Kreis- und Stadtdeputierten im März und Mai desgleichen Jahres zwei Eingaben an König Friedrich Wilhelm III., der daraufhin im Juni 1806 den märkischen Untertanen seine Treue versicherte.
Am 2. Dezember 1807 verstarb Möller in Elsey in seinem Wohnhaus Wiedemhof, der bei einem Luftangriff am 2. Dezember 1944 zerstört wurde. Nach dem Zusammenbruch der französischen Herrschaft in der Region im November 1813 setzten Hagener und Limburger Bürger dem früheren Stiftsprediger am 7. Mai 1814 auf dem Klippchen in Elsey ein Denkmal. Es gilt als das erste Denkmal, das zur Erinnerung an die Befreiungskriege, die bei der Weihefeier im Mai 1814 noch nicht beendet waren, in Westfalen errichtet wurde, sowie als frühes Beispiel einer bürgerlichen Gedenkkultur in Preußen. In den 1930er Jahren wurde auch die Möllerstraße in Elsey nach ihm benannt.

## Veröffentlichungen (nur monographische Schriften)
- Die westphälische Mark, Hagen 1788
- Zwey Abhandlungen über das Entstehen der westfälischen Leibeigenschaft, und den Pachthof in der Grafschaft Mark, Dortmund 1799, Digitalisat
- Ueber das adeliche, weltliche Fräulein-Stift Elsey in der Grafschaft Hohen-Limburg, Hagen 1802
- Über Hohensyberg, die altsächsische Feste, das nachmahlige Schloß, dessen Trümmer und andere Alterthümer daselbst, Dortmund 1804
- Bittschrift an Friedrich Wilhelm III, Hagen 1806